# 427 aC
El 427 aC va ser un any del calendari romà prejulià. Era l'any 327 ab urbe condita o de la fundació de Roma. L'ús del nom «427 aC» per referir-se a aquest any es remunta a l'alta edat mitjana, quan el sistema Anno Domini va ser el mètode de numeració dels anys més comú a Europa.

## Esdeveniments
- Capitulació de Mitilene. La ciutat, que s'havia aliat amb Esparta, va caure en mans dels grecs sota la direcció de l'estrateg Cleó d'Atenes. En un primer moment, Cleó va reclamar que els aliats revoltats es rendissin o, en cas contrari, serien executats els homes, i venuts com a esclaus les dones i nens, però l'endemà es va tornar a discutir el tema i per una estreta majoria es va aprovar que només moririen els responsables de la revolta. Van enderrocar les muralles de la ciutat.[2]
- Els tebans, aliats d'Esparta van arrasar la ciutat de Platea, i amb els materials van construir un temple dedicat a Hera.[3]
- Esclata la Guerra civil de Corcira. El partit aristocràtic de Corcira i el partit democràtic es van enfrontar, fins que finalment, l'any 425 aC els demòcrates van obtenir el triomf i van massacrar els seus rivals.[4]
- Va començar la guerra entre Siracusa i Leontins, ciutat que no podia fer front a un enemic tan poderós. El filòsof Gòrgias de Leontins va demanar ajut a Atenes, que va enviar una flota de 20 naus dirigides per Laques i Careades. La flota atenenca sota Laques i els seus successors Pitòdoros i Eurimedó només va actuar vora l'estret de Messana i la ciutat no va rebre cap suport.[5][6]
- Cleó d'Atenes aplica un impost extraordinari (Isfora) de 200 talents als atenencs per recollir diners i poder continuar la guerra.[7]
- A Roma van ser elegits cònsols Gai Servili Estructe Ahala i Luci Papiri Mugil·là.[8]

## Naixements
- Plató, filòsof grec.[9]

## Necrològiques
- El rei espartà Arquidam II.[10]